# Monasterio de Santa María de la Vega

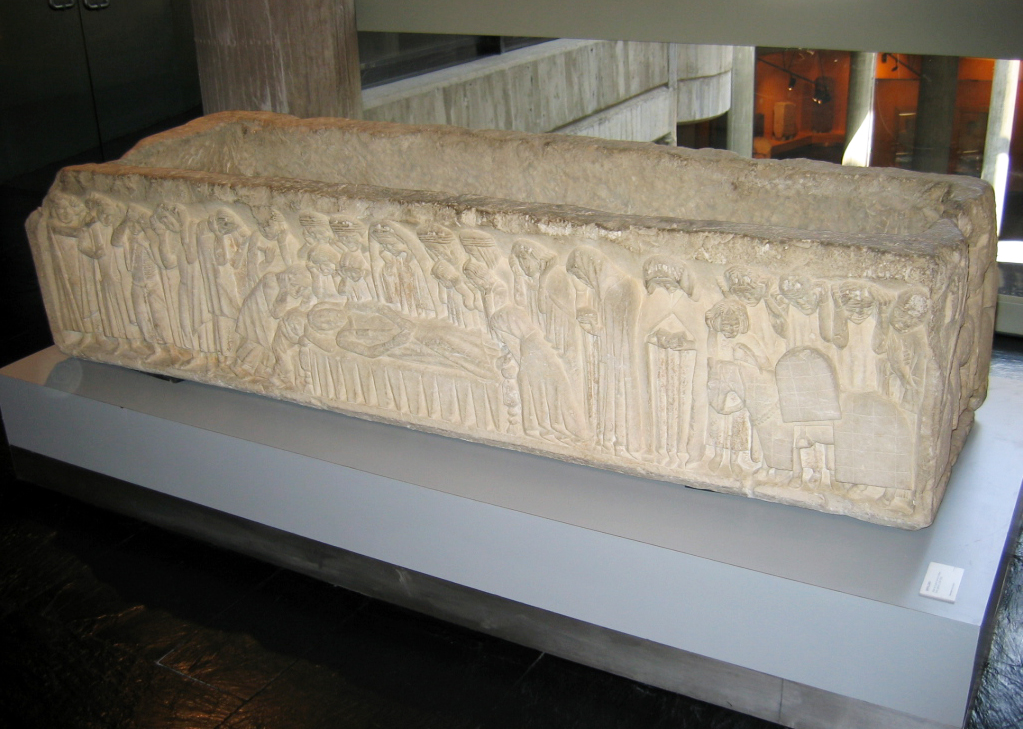
Sarcófago procedente del Monasterio de Santa María de la Vega que se encuentra en el Museo Arqueológico de Palencia

El monasterio de Santa María de la Vega es un monasterio cisterciense ubicado en Renedo de la Vega (Palencia, Castilla y León, España) de estilo mudéjar con una arquitectura única en la comarca de la Vega-Valdavia. Fue una fundación filial del monasterio de Santa María de Benavides, debida a Rodrigo Rodríguez Girón e Inés Pérez. En la escritura de donación y fundación que otorgaron Rodrigo y su esposa Inés en abril de 1215 donaron varias propiedades y mercedes que habían recibido del rey Enrique I de Castilla y su hermana Berenguela que se encontraban en Lerone, Renedo, La Serna, algunas villas entre Carrión de los Condes y Saldaña, así como lo que tenían en Frechiella y en Robradello.
Los sepulcros de los fundadores, que estaban en la capilla mayor, fueron vendidos hacia 1925 y se encuentran en la Hispanic Society de Nueva York. Otro de los sarcófagos se encuentra en el Museo Arqueológico de Palencia. 
A pesar de haber sido declarado Monumento Histórico-Artístico el 3 de junio de 1931 su estado de ruina hace que esté incluido en la Lista Roja de Patrimonio en peligro.